# Smerinthus flavescens
Smerinthus flavescens är en fjärilsart som beskrevs av Berthold Neumoegen 1930. Smerinthus flavescens ingår i släktet Smerinthus och familjen svärmare. Inga underarter finns listade i Catalogue of Life.